# Тюлау
Тюлау (нем. Tülau) — община в Германии, в земле Нижняя Саксония.
Входит в состав района Гифхорн. Подчиняется управлению Броме. Население составляет 1526 человек (на 31 декабря 2010 года). Занимает площадь 23,53 км².
Коммуна подразделяется на 2 сельских округа.
| Год  | Население |
| ---- | --------- |
| 1990 | 1226      |
| 1995 | 1377      |
| 2000 | 1409      |
| 2005 | 1459      |
| 2010 | 1526      |